# Гаррі Вінстон

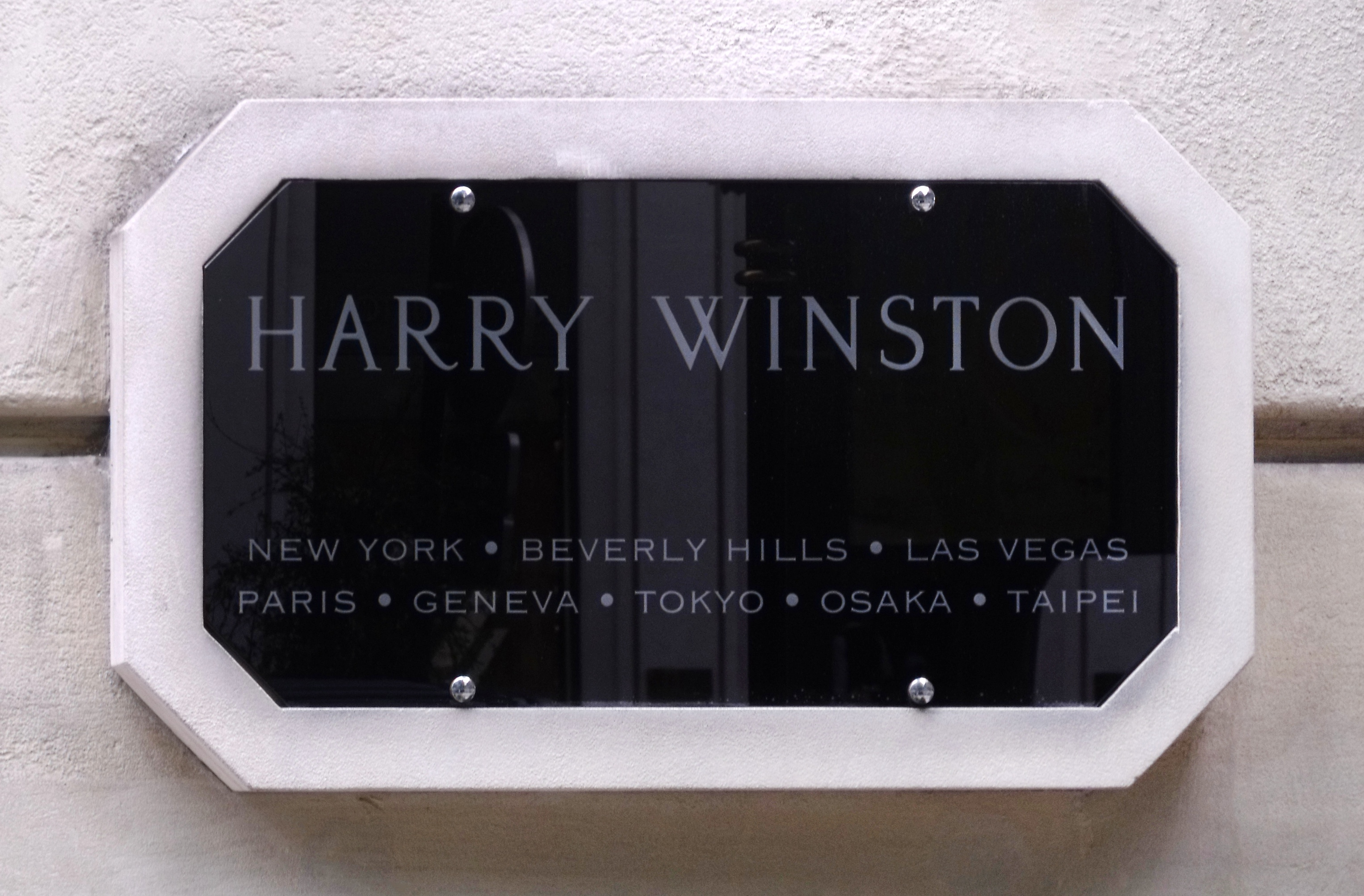
Ювелірний магазин Гаррі Вінстон в Парижі

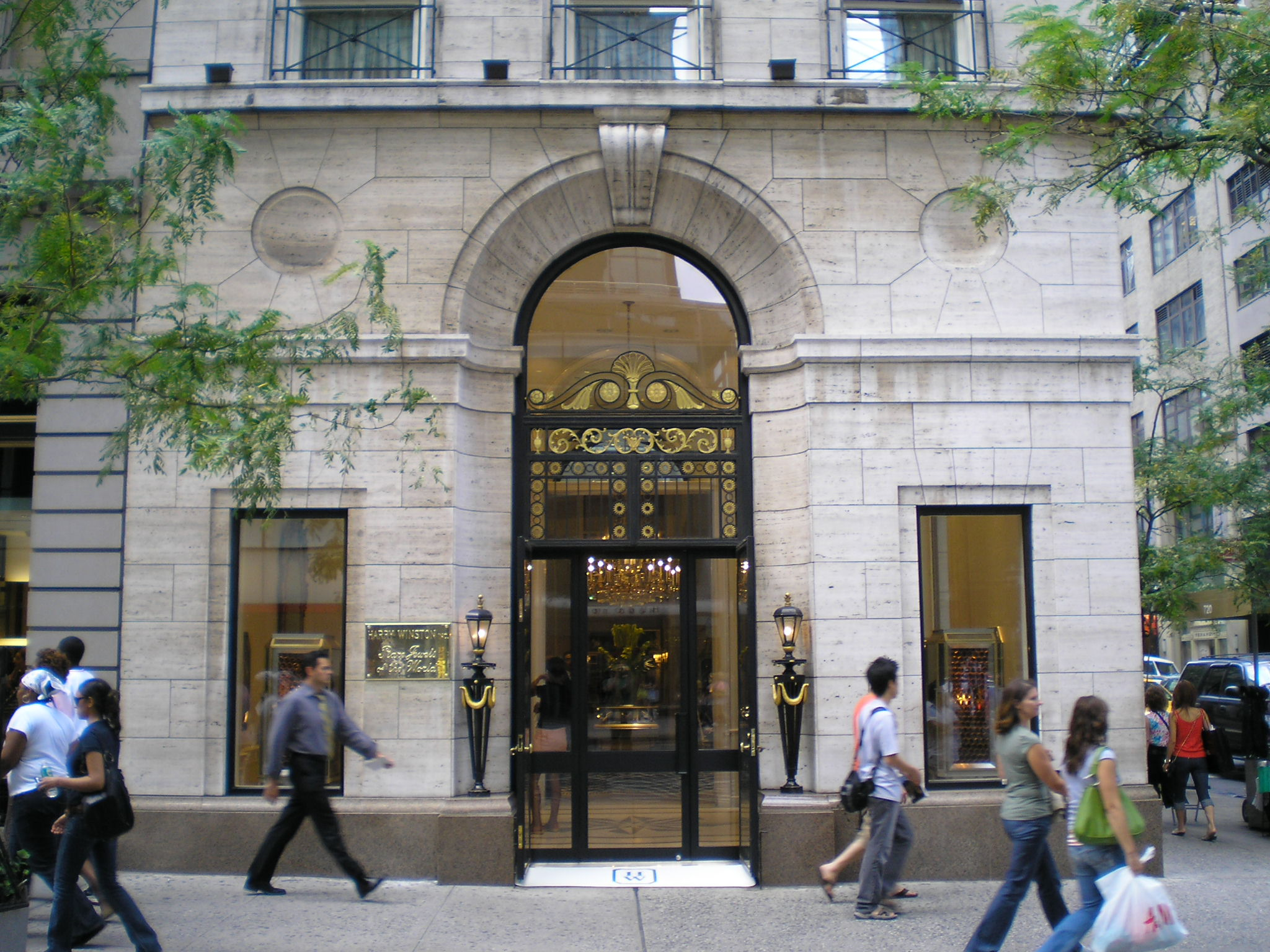
Ювелірний магазин Гаррі Вінстон на 5-ій авеню в Нью-Йорку

Гаррі Вінстон (англ. Harry Winston) (1 березня 1896 — 28 грудня , 1978) — відомий американський ювелір, засновник Harry Winston Diamond Corporation. Він пожертвував алмази Хоуп та Оппенгеймер Смітсонівському інституту.

## Біографія
Батьки Гаррі Вінстона іммігрував до Сполучених Штатів з України й розпочали маленький ювелірний бізнес. Гаррі працював в майстерні свого батька. Існує легенда, що коли йому було всього 12 років, він розпізнав двохкаратний смарагд в ломбарді й викупив його за 25 центів, а через два дні перепродав за $800.

## Відомі алмази, оброблені Вінстоном
- Надія
- Джонкер
- Нассак
- Оппенгеймер
- Президент Варгас
- Зірка Сьєрра-Леоне